# Girijaya (Cidahu)
Girijaya is een bestuurslaag in het regentschap Sukabumi van de provincie West-Java, Indonesië. Girijaya telt 7008 inwoners (volkstelling 2010).